# 夢雪
夢雪（20世纪？—）為中國福建省東南衛視的製片人、策劃人、編導、主持人。本名馬鑫。她製作並主持的《相約東南》欄目以及「相約東南」系列晚會與台灣東森電視台、香港無線電視台、香港鳳凰衛視及美國百人會建立有長期合作關係，為福建對外宣傳的一個重要文化品牌。

## 簡介
夢雪出生及成長於遼寧瀋陽。1989年在瀋陽人民廣播電台开始了她的主持生涯。當時她主持的《熱線點播》為收聽率极高的一档節目。
1991年，她隻身一人來到福建，在中國華藝廣播公司主持《華廣服務台》、《少男少女》等節目。1993年創作並策劃拍攝電視散文《在路上》並於同年起主持《音樂潮》、《電視商場》等欄目，在觀眾中確立了娛樂節目主持人的地位。
1997年，以其本人命名的名人訪談節目《夢雪時間》開播，她本人也從一名娛樂節目主持人轉換為集採編播於一身的全能型主持人。該節目於2002年改名為《相約名人坊》，並進入東南衛視的播出平台。2005年，該節目再次更名為《相約東南》並轉給海峽衛視製作，夢雪仍然擔任製片人與主持人。該節目與2007年4月起在東南衛視與海峽衛視兩個平台聯合播出。
2009年起，夢雪開始擔任全球閩南語歌曲創作演唱大賽、「媽祖之光」文藝晚會、「客家之歌‧義薄雲天」文藝晚會等多個大型活動的總導演。她於2010年為「媽祖之光」文藝晚會在彰化縣體育館演出隨中共福建省委宣傳部來到台灣，並拜訪鹿港天后宮。

## 獲獎
1991年獲得「全國對台宣傳廣播一等獎」。1992年憑藉《少男少女》節目獲得「全國對台宣傳廣播一等獎」與「全國新聞大賽二等獎」。1993年憑藉《在路上》獲得全國首屆電視散文大賽一等獎。1997年獲得「全國主持人金話筒大賽銅獎」。2003年獲選為第六屆「百優電視節目主持人」之一。
2012年，其主創的「媽祖之光」文藝晚會被評為「2012年度福建電視文藝及少兒節目獎二等獎」。